# Genuss

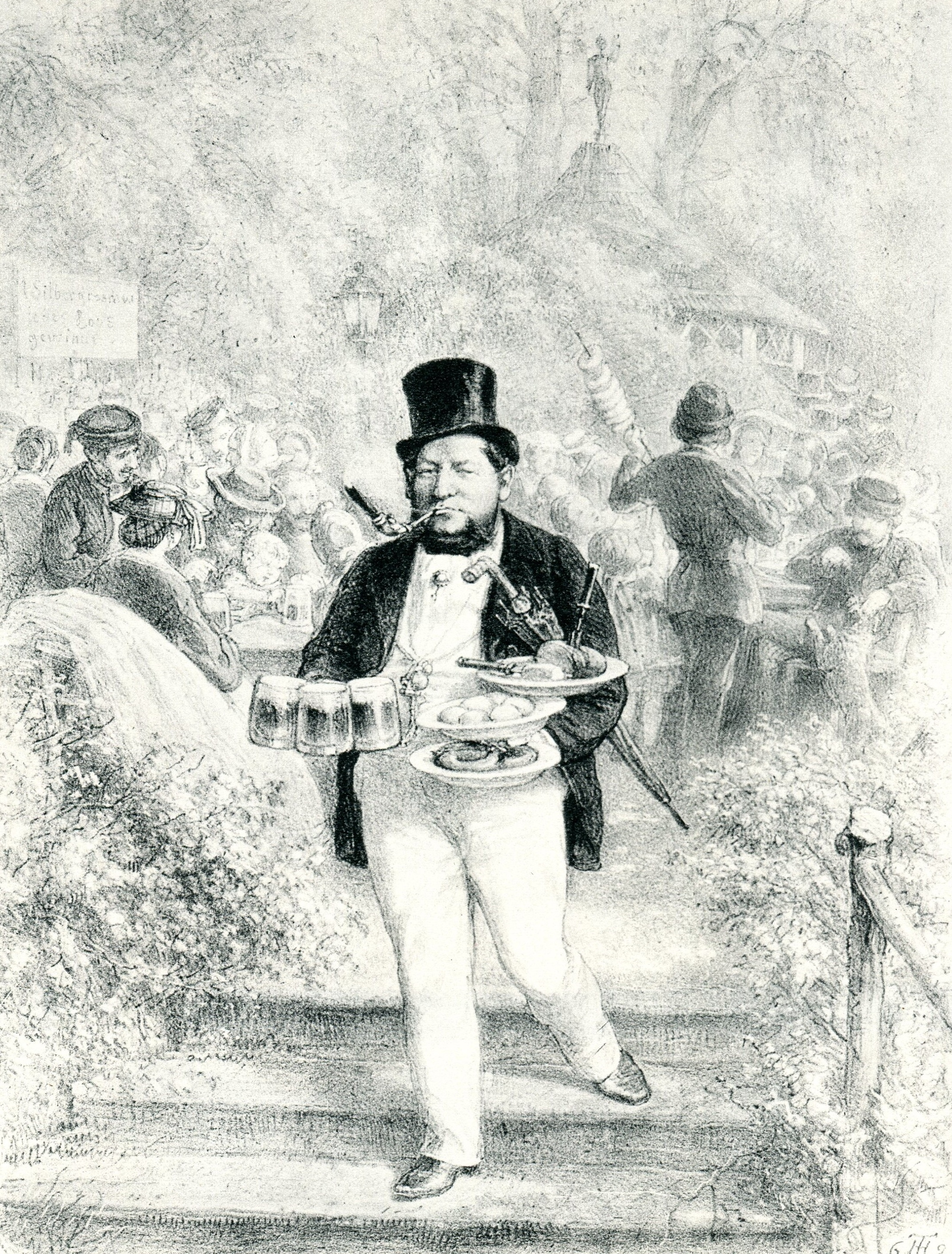
Genuß, Lithografie von Theodor Hosemann

Genuss ist eine positive Sinnesempfindung, die mit körperlichem und/oder geistigem Wohlbehagen verbunden ist. Beim Genießen wird mindestens ein Sinnesorgan erregt. In etwa lassen sich kulinarische Genüsse, zum Beispiel als Bestandteil der Ess- und Trinkkultur, geistige Genüsse wie das Hören von Musik oder das Lesen interessanter Lektüre sowie körperliche Genüsse, zum Beispiel als Teil der Sexualität oder bei einer Massage, unterscheiden. Am häufigsten wird der Begriff im Zusammenhang mit Essen und Trinken verwendet, aber auch mit dem Konsum von Tabak. Allgemein gelten Kaffee, Tee, Schokolade, Kakao, Tabakwaren und alkoholische Getränke als Genussmittel, bei denen psychotrope Substanzen mehr oder weniger stark am Zustandekommen des Genusserlebnisses beteiligt sind.
Der kulinarische Genießer wird oft als Feinschmecker oder Gourmet bezeichnet.
Was als Genuss empfunden wird, ist subjektiv und damit individuell unterschiedlich. Voraussetzungen sind Genussfähigkeit und Hingabe. Dem Bejahen des Genusses durch den Genießer steht die Lebenshaltung der Askese entgegen, bei der es um Verzicht geht und Genuss gezielt vermieden wird. Obgleich der Genuss individuell erlebt wird, kann man dennoch kulturelle und soziale Unterschiede feststellen.
Epikur gilt als Begründer einer Philosophie des Genusses, des Epikureismus, dessen Lebensziel ein „lustvolles Leben“ war.
Ein Gegenbegriff zum „Genuss“ im Zusammenhang mit Essen ist Ekel. Was keinen Genuss bereitet, ohne abzustoßen, gilt z. B. als fade oder neutral. Als ungenießbar wird ein Nahrungsmittel bezeichnet, das dem Genuss so stark widerspricht, dass man es vermeidet.

## Etymologie
Der Begriff genießen hatte früher eine andere Bedeutung im Sinne von „etwas nutzen“ oder „etwas benutzen“. Das mittelhochdeutsche "geniesz" bezeichnete die "gemeinsame nutznieszung". Diese Bedeutung hat sich bis heute erhalten in Begriffen wie Nutznießung. Nießbrauch oder in den Genuss einer Sache kommen. Daraus abgeleitet ist auch das Wort Genosse als Bezeichnung für das Mitglied einer Gemeinschaft, die gemeinsam etwas nutzt. In der Neuzeit verengte sich der Begriff zunehmend auf Vorgänge des Essens und Trinkens, zunächst mit neutraler Konnotation. Der Ausdruck „ich habe heute noch nichts genossen“ war gleichbedeutend mit „ich habe heute noch nichts gegessen“. Hinzu kamen Assoziationen von Lust und Vergnügen, auch im Zusammenhang mit der Sexualität. Immanuel Kant wurde bei Grimm zitiert mit der Definition: „genieszen ist das Wort, womit man das innige des vergnügens bezeichnet“.

## Physiologie

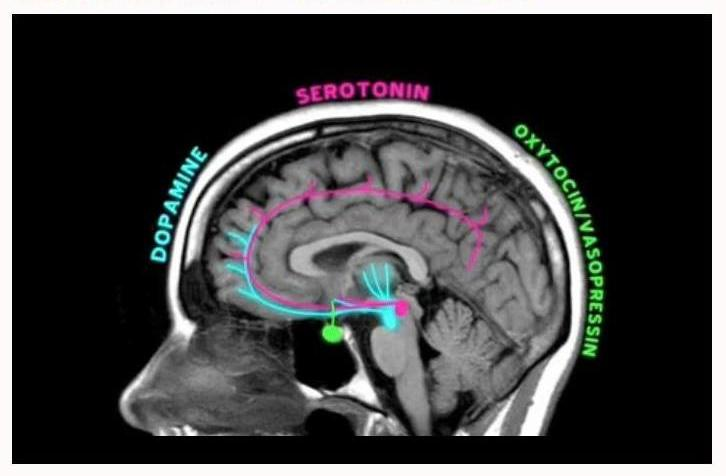
MRT-Scan des Gehirns mit Wirkung von Liebeshormonen

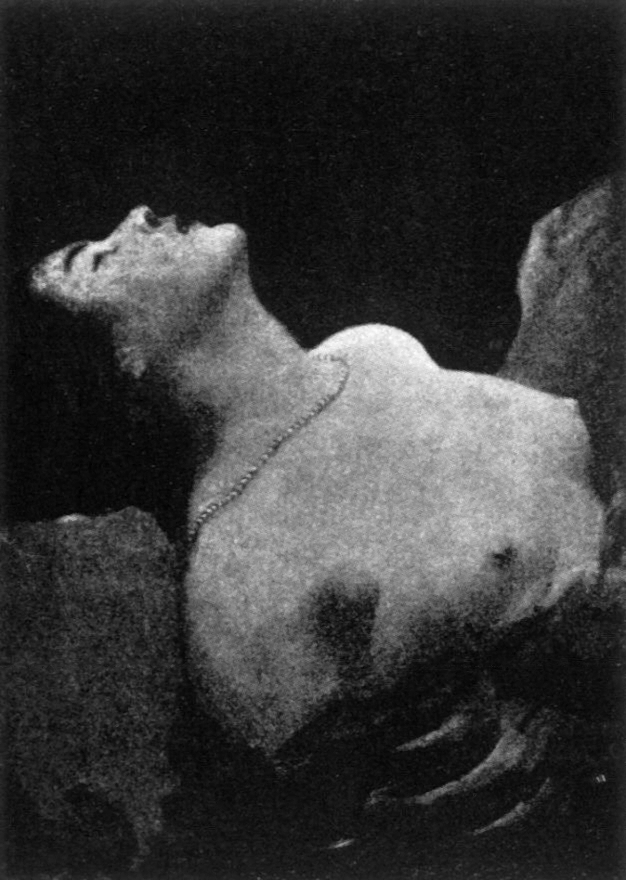
Orgasmus bei einer Frau, durch Franciszek Żmurko

Physiologisch gesehen werden Genussgefühle im Gehirn ausgelöst, wobei zwei Mechanismen bekannt sind:
- Moleküle eines Riechstoffes werden von der Riechschleimhaut aufgenommen und erzeugen dort an den zu ihnen passenden Rezeptoren Impulse, die über den Riechnerv zum Riechkolben weitergeleitet werden. Hier findet eine erste Verarbeitung statt, deren Ergebnis unter anderem zum Limbischen System geleitet wird. In diesem Gehirnbereich wird der Geruch mit früheren Erinnerungen verglichen und bewertet. Eine positive Bewertung führt zu einer vermehrten Ausschüttung von Acetylcholin, das über Acetylcholinrezeptoren die Ausschüttung von Dopamin und anderen Katecholaminen bewirkt. Diese Botenstoffe erzeugen positive Gefühle im Belohnungssystem, die letztendlich als Genuss empfunden werden.
- Moleküle von Drogen wie Ethanol, Kokain oder Nikotin gelangen über den Blutkreislauf direkt in das Gehirn, wo sie unmittelbar – also ohne vorhergegangene Bewertung – auf das Dopaminsystem einwirken und direkt eine vermehrte Ausschüttung von Dopamin und anderen Katecholaminen hervorrufen, was wie eben beschrieben als Genuss empfunden wird.

## Genussfähigkeit
Es gibt im deutschsprachigen Raum nur wenige wissenschaftliche Publikationen, die sich mit dem Thema Genuss beschäftigen, obwohl es in Nürnberg sogar ein Institut für Genussforschung gibt. Tanja Hoff, Professorin für Sozial- und Organisationspsychologie, hat sich in dem Buch Genuss und Gesundheit mit der Fähigkeit zu genießen beschäftigt. Bislang ist nicht ausreichend erforscht, ob Genussfähigkeit angeboren oder erworben ist. In der Psychologie gibt es die Theorie des Lustprinzips, die auf Sigmund Freud zurückgeht, wonach bereits der Säugling nach Lust strebt und versucht, Unlustgefühle zu vermeiden. Laut Hoff wird das differenzierte Genussverhalten sozial erlernt und durch die Familie und das gesamte Umfeld beeinflusst, auch noch im Erwachsenenalter.
Genussfähigkeit kann auch verloren gehen. Aus der Psychiatrie ist bekannt, dass schwere Depressionen bei Patienten begleitet werden von einer ausgeprägten Genussunfähigkeit, also auch dem Verlust der Fähigkeit, sich an irgendetwas zu erfreuen oder Vergnügen zu empfinden (Anhedonie). Laut Tanja Hoff legen Studienergebnisse nahe, dass in Deutschland etwa 25 Prozent der Erwachsenen nicht oder nur eingeschränkt genussfähig sind. Andererseits ist in populärwissenschaftlichen Publikationen auch die Rede von Genusssucht, vor allem bei Jugendlichen, womit de facto aber ein ständiges Verlangen nach neuen Reizen oder Reizsteigerung gemeint ist. Das entspricht nicht der eigentlichen Bedeutung des Begriffs Genuss.
Nach Hoffs Studie ist in Deutschland die Genussfähigkeit tendenziell regional unterschiedlich stark ausgeprägt. Am genussfähigsten sind demnach Bewohner des Rheinlandes, von Baden-Württemberg, Bayern, Hessen und Rheinland-Pfalz. Dies legt einen Zusammenhang mit regionaler Mentalität nahe. Befragt wurden insgesamt 1000 Personen. Hoff unterscheidet drei verschiedene Typen: genussfähige, genussunfähige und so genannte Genuss-Zweifler. Die Genussunfähigkeit sei in Norddeutschland stärker vertreten, die meisten Genuss-Zweifler gebe es in den ostdeutschen Bundesländern.
Generell wird Genuss mit der Fähigkeit zur Muße und zur Entspannung verknüpft. Eile, Hektik und Stress gelten als genussfeindliche Faktoren.

## Studien
Nach einer Studie des Instituts für Genussforschung aus dem Jahr 2000 gibt es beim Genießen auch geschlechtsspezifische Unterschiede. Das Genussempfinden von Frauen sei differenzierter und anspruchsvoller, so ein Ergebnis. Befragt wurden bundesweit 300 Personen. 88 Prozent bezeichneten Genuss als Abwechslung im Alltag. Nur 54 Prozent bezeichneten sich selbst als Genießer. Mindestens ein Viertel der Befragten wurde als nicht genussfähig eingestuft.
Eine Studie aus dem Jahr 2004 ergab ebenfalls geschlechtsspezifische Unterschiede, und zwar im Hinblick darauf, welche Aktivitäten mit dem Begriff Genuss verbunden werden, wobei er überwiegend als Synonym für Entspannung aufgefasst wurde. Frauen entspannen sich danach vor allem beim Kaffeeklatsch, bei Wellness-Angeboten und beim Einkaufen, Männer dagegen im Fußballstadion, beim Sport oder in der Kneipe. Als wichtigste Alltagsgenüsse bezeichneten Frauen das Kaffeetrinken und „Nichtstun“; Männer hören am liebsten Musik oder gehen essen.
Die Autoren dieser Studie gehen davon aus, dass es vier verschiedene Genusstypen gibt: die so genannten Couchgenießer (36 %), die Geschmacksgenießer (27 %), die Erlebnisgenießer (17 %) und die Alltagsgenießer (17 %).

## Sonstiges
Bei einer Umfrage im Jahr 2000, bei der die Befragten zum Genießer-Image von Politikern befragt wurden, wobei Noten zwischen +5 (echter Genießer) und −5 (gar kein Genießer) vergeben wurden, schnitt der damalige Bundeskanzler Gerhard Schröder mit 3,3 am besten ab. Auf Platz 2 folgte der damalige Bundespräsident Johannes Rau (2,1), dahinter landeten Joschka Fischer (1,7), Guido Westerwelle (1,4) und Franz Müntefering (1,2). Angela Merkel wurde mit −0,4 bewertet, Hans Eichel mit −0,5.
Als „Genießer des Jahres“ werden jährlich durch den Schlemmer Atlas Persönlichkeiten des öffentlichen Lebens ausgezeichnet.